# 테이크 미 홈
"테이크 미 홈"은 2018년에 제작한 대한민국의 영화이다.

## 캐스팅
- 리처드 용재 오닐
- 배창훈
- 다문화청소년앙상블 '원컨트리'